# DPRK Today
DPRK Today es un sitio de propaganda de noticias con sede en China patrocinado por el gobierno de la República Popular Democrática de Corea. Este es también el único sitio web de Corea del Norte que incluye la publicidad comercial. Ha ganado notoriedad por amenazar con ataques nucleares contra la vecina Corea del Sur y una vez publicó un artículo aparentemente escrito por invitados que respaldaba al presidente de Estados Unidos, Donald Trump, durante su campaña electoral.

## Historia
Este sitio web fue creado a mediados del 2014 supuestamente por el gobierno de Corea del Norte para atraer el turismo exterior.
El contenido de esta página solo publica por completo actualizaciones de noticias cada segundo relacionadas con Corea del Norte pero no por los canales de comunicación oficiales norcoreanos, por lo que se considera canales con noticias bastante tóxicas. establecido sobre este país, aunque el lema trabaja en estrecha colaboración con el sistema de censura en Corea del Norte.
A inicios del 2020 llamó la atención de varios analistas debido a que este sitio web operaba en varias redes sociales como cuenta de propaganda norcoreana en el exterior, para atraer simpatizantes y turismo. DPRK Today mantiene su presupuesto mediante la publicidad de actividades de alquiler y venta de productos culturales procedentes de la República Popular Democrática de Corea.